# Zespół Dubowitza
Zespół Dubowitza (łac. syndroma Dubowitz ang. Dubowitz syndrome) – genetycznie uwarunkowany zespół wad wrodzonych charakteryzujący się niepełnosprawnością intelektualną, niedoborem wzrostu oraz zaburzeniami odporności predysponującymi do alergii, wyprysku, nowotworów układu krwiotwórczego oraz nerwiaka zarodkowego. 

## Historia
Zespół został po raz pierwszy opisany w 1965 przez angielskiego lekarza Victora Dubowitza, pierwotnie jako wariant zespołu Blooma i dopiero w późniejszym okresie został zidentyfikowany jako samodzielny zespół przez R. Grossego i Opitza . Do 2011 opisano mniej niż 200 przypadków.

## Etiologia
Zespół Dubowitza jest zespołem genetycznym dziedziczonym autosomalnie recesywnie, którego występowanie wydaje się być wzmożone przy bliskim pokrewieństwie rodziców. Na podstawie obecnych badań nie można wykluczyć heterogeniczności genetycznej obserwowanych zmian fenotypowych. 

## Obraz kliniczny
Rozpoznanie zespołu Dubowitza jest oparte jest charakterystycznym obrazie klinicznym: niedoborze wzrostu, zarówno wewnątrzmacicznie jak i po urodzeniu, mikrocefalii, niepełnosprawnością intelektualną małego lub średniego stopnia (opóźnienie rozwoju występuje w 30-70% przypadkach),  nadpobudliwości, charakterystycznym wyglądem twarzy, nieprawidłowościami budowy w zakresie narządów płciowych oraz w 50% przypadków wypryskiem.
W obrazie klinicznym charakterystyczne są również zaburzenia zachowania – nadpobudliwość dużego stopnia, napady furii z trudnościami w samodzielnym dojściu do równowagi, problemy z mową, problemy z myśleniem abstrakcyjnym, wstydliwość połączona z niechęcią do przebywania w zbiorowiskach ludzkich, umiłowanie do rytmu i muzyki.

## Diagnostyka różnicowa
Zespół Dubowitza należy różnicować z alkoholowym zespołem płodowym, zespołem Blooma oraz niedokrwistością Fanconiego.